# Sirius (navire)
Pour les articles homonymes, voir Sirius (homonymie).
Le Sirius est le premier navire transatlantique à propulsion mixte lancé en 1837.
Ce petit navire, gréé en brick, effectua la première traversée de l'Atlantique entièrement à la vapeur. Il relia Cork (Irlande) à New York (États-Unis) en 18 jours et 14 heures, le 22 avril 1838, battu dès le lendemain par son concurrent au titre de premier vapeur transatlantique, le Great Western. Mais trop petit, Le Sirius n'effectua pas d'autre voyage après son retour en Europe.
Cette traversée fut mouvementée car, en raison du manque de charbon, on dut brûler tout le matériel combustible du bord, y compris les mâts. Cet épisode digne d'une fiction a été repris par Jules Verne dans son Tour du monde en quatre-vingts jours, et par Jean-Jacques Antier dans La Plus Belle Course transatlantique.

## Contexte de la traversée
Le Sirius et les premiers transatlantiques étaient lents, voraces en charbon, qui encombrait la cale au détriment du fret. Toutefois, le navire à vapeur, indépendant du vent, part et arrive au jour dit après un voyage en ligne directe à travers l'Atlantique Nord — contrairement aux voiliers contraints à un détour vers la zone des vents, plus au sud.
Les navires à vapeur étaient jusqu'alors limités au transport fluvial ou côtier ; la traversée des océans était l'apanage de vastes voiliers, puis des clippers. Mais une invention a permis d'envisager des voyages au long cours : le condenseur, qui permet d'alimenter la machine à vapeur en eau pure et non en eau salée. Le sel accumulé aurait autrement nécessité des arrêts du moteur en cours de traversée pour nettoyage.

### Sources
- Christian Mars, Paquebots de légende, Paris, Flammarion, 2003, 156 p. (ISBN 2-08-200826-6)
- Jean Hazard (de l'Académie de Marine) et Maurice Coquin, Atlantique Nord, dix mètres sous la ligne de flottaison, Éditions Louis Soulanges, 1969.

Jean Hazard fut le chef officier mécanicien de mise au point du Normandie et Maurice Coquin chef mécanicien à bord du Normandie ayant effectué tous les voyages du paquebot.